# Fabjan Kaliterna
Fabjan Kaliterna (Spalato, 20 gennaio 1886 – Spalato, 30 gennaio 1952) è stato un architetto e dirigente sportivo croato.
È stato uno dei fondatori dell'Hajduk Spalato nonché presidente per circa 3 mesi nel 1936, fratello dell'allenatore e calciatore Luka. Considerato uno dei pionieri dello sport a Spalato. Ha fondato il Jadran Spalato e il Veslački klub Gusar. È stato il 16º presidente dell'Hajduk Spalato (5 gennaio 1936- 15 aprile 1936). Nel 1911 a Spalato portò il primo pallone da calcio, le attrezzature sportive per i giocatori e i primi allenatori per il neofondato club.
Con l'Hajduk Spalato, che ha fondato insieme a Lucijano Stella, Ivan Šakić e Vjekoslav Ivanišević nel 1911, ha giocato una sola partita andando a rete.

## Architetto
Oltre a un pioniere dello sport fu anche un architetto, lauratosi nell'Università Tecnica Ceca di Praga nel 1921, prese parte a più di 200 progetti architettonici a Spalato.
Ha realizzato diversi progetti sportivi come l'edificio  "Putnik" sulla costa (1920, demolita nel 1943), la prima fase del "Hotel Park" nel quartiere spalatino di "Bačvice" (1921) e in particolar modo, per l'adattamento con il paesaggio, risalta l'Istituto Oceanografico di Spalato (oggigiorno Istituto di Oceanografia e Pesca) sui piedi del Marjan (1933). Ha diretto la costruzione della Casa del club di rematori "Gusar" ubicata nel porto cittadino (1926–27).